# Donny Gorter
Donny Gorter (Sint Willebrord, 15 giugno 1988) è un ex calciatore olandese, di ruolo difensore.

## Carriera
Cresciuto nel PSV Eindhoven e esploso con la maglia del NAC Breda, nell'estate del 2012 passa all'AZ Alkmaar per 350.000 euro.

## Palmarès

### Club

#### Competizioni nazionali
- Coppa dei Paesi Bassi: 1

AZ Alkmaar: 2012-2013